# Kindersoldaten in der Demokratischen Republik Kongo
In der Demokratischen Republik Kongo gab es zwei Bürgerkriege: Während des ersten und zweiten Kongokriegs wurden Kindersoldaten von allen Kriegsparteien eingesetzt. Diese waren als Kadongos bekannt. Kadongo ist Swahili und kann etwa mit „der kleine“ übersetzt werden. Die Truppen von Thomas Lubanga Dyilo bestanden etwa zu 30 Prozent aus Kindersoldaten. Im Jahr 2011 dürften etwa 30.000 Kinder bei bewaffneten Gruppen mitgemacht haben. Die lokale Gruppierung der Vereinten Nationen, MONUSCO, publizierte einen Report, wonach zwischen dem 1. Januar 2012 und dem 31. August 2013 bis zu tausend Kinder als Soldaten rekrutiert worden seien. Dieser Report nannte die Rekrutierung von Kindersoldaten „endemisch“.
Der ehemalige Präsident Laurent-Désiré Kabila hatte seit 1996 auf die Unterstützung von Kindersoldaten zurückgegriffen. Schätzungen zufolge sollen es bis zu 10.000 gewesen sein, manche von ihnen erst sieben Jahre alt.
Beim Internationalen Strafgerichtshof kam es zu den ersten Verfahren wegen Menschenrechtsverletzungen in der Demokratischen Republik Kongo und zu ersten Verurteilungen nach nationalem Recht wegen des Einsatzes von Kindern bei Kampfhandlungen.

## Hintergrund
Akademische Publikationen gehen davon aus, dass bis zu 300.000 Kinder als Teil von regulären Armeen oder Rebellengruppen im Einsatz sind und dass diese Zahl steigt. In Afrika sollen bis zu 120.000 Kinder als Kämpfer oder Unterstützungstruppen im Einsatz sein. Dies entspricht vierzig Prozent aller Kindersoldaten weltweit. In Afrika steigt die Zahl der Kinder, die in bewaffneten Auseinandersetzungen im Einsatz sind. Das Durchschnittsalter der eingesetzten Kinder sinkt. Schätzungen von 2003 zufolge sollen im Kongo bis zu 30.000 Kinder und Jugendliche als Soldaten im Einsatz gewesen sein. Kinder würden bis zu vierzig Prozent der Truppen ausmachen.
Die UN-Kinderrechtskonvention wurde 1989 verabschiedet. In Artikel 38 heißt es, staatliche Parteien hätten alle zielführenden Maßnahmen zu ergreifen, um zu verhindern, dass Personen, die jünger als fünfzehn Jahre sind, direkt an Kampfhandlungen teilnehmen. Ein optionales Zusatzprotokoll, das 2002 Gültigkeit erlangte, änderte das Mindestalter auf achtzehn Jahre und verlangte, dass eine Zwangsrekrutierung unterbleiben soll. Die Demokratische Republik Kongo hat beide Abkommen unterzeichnet. Der offizielle Standpunkt der UNICEF ist, dass der Einsatz von Kindern in bewaffneten Auseinandersetzungen moralisch verwerflich und illegal sei.

## Staatliche Reaktion
Major Jean-Pierre Biyoyo wurde am 19. März 2006 zu einer fünfjährigen Freiheitsstrafe verurteilt, weil er Kindersoldaten rekrutiert und sie ausgebildet hatte. Dies war der erste Fall, in dem die Demokratische Republik Kongo einen Soldaten wegen der Rekrutierung von Kindersoldaten anklagte und verurteilte.

## Internationale Reaktionen

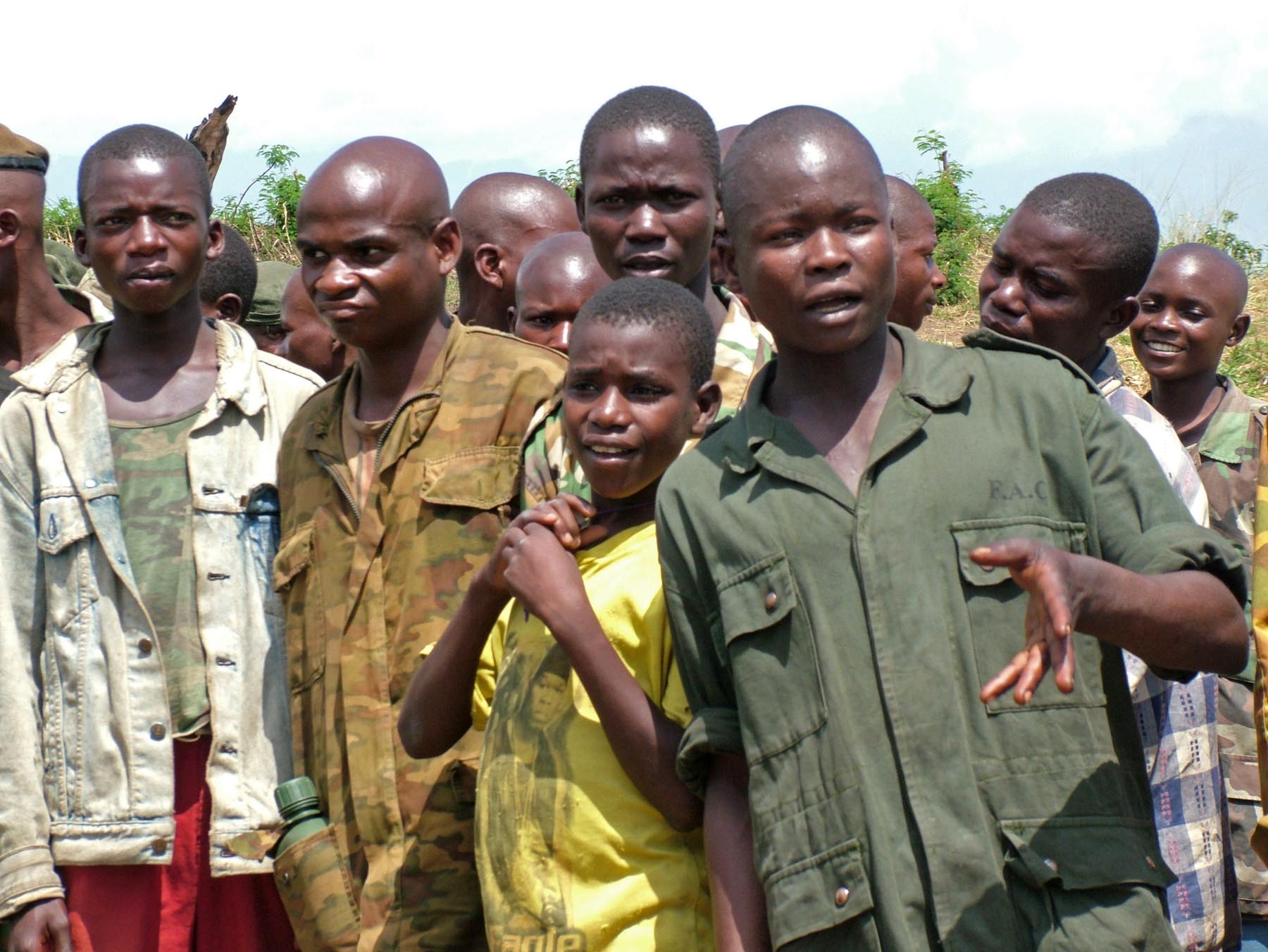
Eine Gruppe ehemaliger Kindersoldaten aus der Demokratischen Republik Kongo

Gemäß David M. Rosen wurden die USA für ihre Unterstützung von Nationen kritisiert, die Kindersoldaten rekrutieren. Um dem Child Soldiers Protection Act zu entsprechen, publizierte das Außenministerium der Vereinigten Staaten eine Liste von sechs Nationen, die 2009 von diesem Gesetz erfasst wurden: Es waren dies Myanmar, Tschad, die Demokratische Republik Kongo, Somalia, der Sudan und Jemen. Der amerikanische Präsident Barack Obama setzte die Restriktionen für vier der sechs Staaten jedoch außer Kraft; seiner Begründung zufolge entsprach die Zusammenarbeit dieser Staaten mit den USA den außenpolitischen Interessen des Landes. Die Demokratische Republik Kongo war einer der Staaten auf der Ausnahmeliste. Im Falle Kongos hieß es, es sei notwendig, die Reform der Streitkräfte zu Ende zu bringen, die negativen Verhaltensmuster des Militärs zu eliminieren und das Militär zu einer unpolitischen professionellen Truppe umzubauen, die die Menschenrechte achtet. Gemäß Obama würden vier der sechs Staaten auf der Liste Fortschritte in der Eliminierung des Einsatzes von Kindern in ihren Streitkräften erzielen. Im Falle des Kongo könnte es zu mehr Rekrutierungen von Kindersoldaten kommen.
Gemäß einem Report der MONUSCO würden alle Konfliktparteien Mädchen als Kindersoldaten rekrutieren; diese Kinder würden oft vergewaltigt oder als Sexsklavinnen oder Buschfrauen von Gruppen wie der Union des Patriotes Congolais (UPC) oder der Union des Patriotes Congolais (FLPC) missbraucht. Gemäß einer anderen Studie, die vom International Peace Support Training Centre in Nairobi publiziert wurde, würden Mädchen einen Großteil der Kindersoldaten ausmachen, bis zu 40 Prozent. Eine Studie von Milfrid Tonheim im Jahr 2011 untersuchte die Situation vieler weiblicher Kindersoldaten im Kongo. Diese Studie fand heraus, dass viele ehemalige Kindersoldatinnen bei der Rückkehr stigmatisiert würden, weil sie sexuelle Gewalt erfahren hätten.

## Verfahrensnotizen des IStG
Thomas Lubanga Dyilo war Anführer der UPC, einer Gruppe, die in der Region Ituri im Nordosten des Landes aktiv war. Im Jahr 2006 wurde er wegen Kriegsverbrechen sowie der Rekrutierung und des Einsatzes von Kindern unter 15 Jahren bei Kampfhandlungen  verurteilt. Michael Bochenek. der Direktor des International Law and Policy Program von Amnesty International, meint, das Urteil werde jene auf der Welt, die Kinder am Schlachtfeld und außerhalb des Schlachtfelds missbrauchen, Zeit zum Nachdenken geben. Luis Moreno Ocampo sagte, die Verurteilung Labangas sei erst das erste Urteil in einer Reihe von Fällen von Gewalt, die von paramilitärischen Gruppen in Inuri ausgehe. Tausende seien als Folge dieser Gewalt gestorben, über 600.000 seien auf der Flucht.